# 東浦町指定文化財一覧
東浦町指定文化財一覧（ひがしうらちょうしていぶんかざいいちらん）は、愛知県知多郡東浦町指定の文化財を一覧化したものである。

## 有形文化財
| 種別   | 名称                       | 指定年月日                 | 所有者又は管理者 |
| ------ | -------------------------- | -------------------------- | ---------------- |
| 建造物 | 乾坤院山門                 | 1979年（昭和54年）3月23日  | 乾坤院           |
| 建造物 | 乾坤院総門                 | 2005年（平成17年）8月10日  | 乾坤院           |
| 絵画   | 阿弥陀如来図               | 1979年（昭和54年）3月23日  | 東浦町           |
| 絵画   | 阿弥陀如来画像             | 2005年（平成17年）3月1日   | 東浦町           |
| 彫刻   | 薬師如来立像               | 1979年（昭和54年）3月23日  | 安徳寺           |
| 彫刻   | だんつく古面               | 1979年（昭和54年）3月23日  | 藤江神社         |
| 工芸   | 正宗短刀                   | 1979年（昭和54年）3月23日  | 入海神社         |
| 工芸   | 長船長刀                   | 1979年（昭和54年）3月23日  | 入海神社         |
| 工芸   | 切支丹灯籠                 | 1979年（昭和54年）3月23日  | 越境寺           |
| 工芸   | 常夜灯                     | 2004年（平成16年）12月13日 | 東浦町           |
| 工芸   | 藤江神社八ッ頭舞楽龍頭の面 | 1988年（昭和63年）6月30日  | 藤江神社         |
| 古文書 | 緒川村慶長検地帳           | 1979年（昭和54年）3月23日  | 東浦町           |
| 古文書 | 生路村方文書               | 1979年（昭和54年）3月23日  | 東浦町           |
| 古文書 | 明徳寺川水論文書           | 1979年（昭和54年）3月23日  | 東浦町           |
| 考古   | 金鶏山古墳出土品           | 1979年（昭和54年）3月23日  | 東浦町郷土資料館 |

## 民俗文化財
| 種別           | 名称                         | 指定年月日                | 所有者又は管理者           |
| -------------- | ---------------------------- | ------------------------- | -------------------------- |
| 有形民俗文化財 | 村木神社おまんと祭りの馬道具 | 2007年（平成19年）3月16日 | 村木神社                   |
| 無形民俗文化財 | 伊久智神社神楽               | 1979年（昭和54年）3月23日 | 伊久智神社神楽保存会       |
| 無形民俗文化財 | 森岡の村木神社おまんと祭り   | 2007年（平成19年）3月16日 | 村木神社おまんと祭り保存会 |

## 記念物
| 種別       | 名称               | 指定年月日                | 所有者又は管理者 |
| ---------- | ------------------ | ------------------------- | ---------------- |
| 史跡       | 緒川城址           | 1979年（昭和54年）3月23日 | 東浦町           |
| 史跡       | 村木砦古戦場       | 1979年（昭和54年）3月23日 | 東浦町           |
| 史跡       | 緒川城主三代の墓所 | 1988年（昭和63年）6月30日 | 乾坤院           |
| 史跡       | 水野家四代の墓所   | 1988年（昭和63年）6月30日 | 乾坤院           |
| 天然記念物 | 伊久智神社大楠の森 | 1979年（昭和54年）3月23日 | 伊久智神社       |
| 天然記念物 | 極楽寺の楠         | 1979年（昭和54年）3月23日 | 極楽寺           |
| 天然記念物 | 地蔵院のイブキ     | 2005年（平成17年）3月1日  | 地蔵院           |